# Bodbrane
Bodbrane – osada w Anglii, w Kornwalii. Leży 82 km na północny wschód od miasta Penzance i 329 km na zachód od Londynu.